# Luca Farinotti

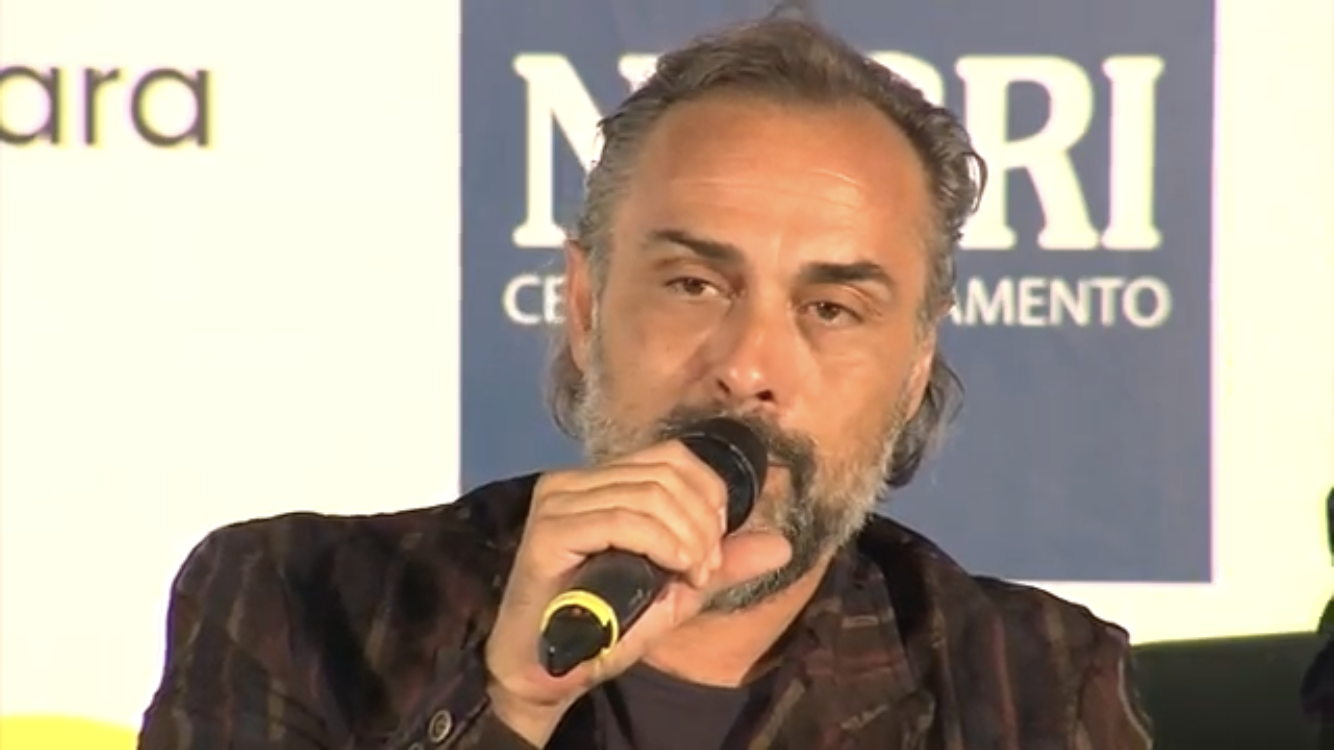
Luca Farinotti allo Street Talk di Salsomaggiore 2019

Luca Farinotti (Parma, 14 giugno 1972) è uno scrittore, saggista e poeta italiano.

## Biografia
Nato a Parma nel 1972, ha vissuto l'infanzia seguendo gli spostamenti del padre, lo chef Augusto Farinotti, prima a Rapallo e Santa Margherita Ligure, poi Madonna di Campiglio, Salsomaggiore Terme, poi di nuovo a Parma e infine a Maiatico dove si è stabilito quando aveva circa 9 anni. Ha svolto studi classici e in Lettere Moderne, avvicinandosi alla letteratura orientale, in particolare alla poesia indiana e giapponese e alla letteratura americana della West Coast degli anni Sessanta.
Inizia a scrivere in versi al liceo, seguito dal latinista Don Igino Marchi e, nel 1992, la Società Dante Alighieri in occasione della XLVII "Giornata della Dante", gli conferisce la Medaglia d’oro per una serie di componimenti successivamente pubblicati nella raccolta Elevazioni da Rebellato Editore.
Nel 1998 scrive e interpreta lo spettacolo Un disegno a Katmandu con il quale vince il Festival Europeo del Teatro dell’assurdo 1999.
In seguito, rappresenta l’Italia alla Biennale dei giovani Artisti dell’Europa e del Mediterraneo (Sarajevo 2001) con un trattato sul cibo etico. Nel 2007 esordisce nella narrativa con Lo stadio più bello del mondo, racconto che si iscrive al filone storico-eziologico, vincendo il Premio "Romanzo di formazione" 2007 alla Rassegna della MicroEditoria di Chiari.
Nel 2008 pubblica il secondo romanzo, La mannaia di Kramer.
Nello stesso anno inizia l’avventura nel mondo della ristorazione, sia come imprenditore con il lancio di tre brand e l’apertura di quattro ristoranti, che come copywriter, consulente, analista e critico: tra il 2008 e il 2016 partecipa a vari progetti editoriali e start up, tra i quali UNESCO "Parma City of gastronomy" di cui è testimonial; raccoglie queste esperienze nel saggio Mondoristorante, prontuario per gli imprenditori della ristorazione con il quale vince il Premio Selezione Bancarella della Cucina 2019.
Nel 2019 realizza Parma 2020 – Best Restaurants & Food Producers, la guida enogastronomica di Parma Capitale Italiana della cultura, uscita in allegato alla Gazzetta di Parma e viene inserito tra i 22 autori che compongono l’antologia celebrativa per Parma 2020/21 dal titolo Parma – I narratori raccontano la loro città per cui scrive il racconto Il bulgaro che fu re di Parma per un giorno dedicato a Hernan Crespo.
Del 2019 è anche Volevo solo nuotare (200.000 bracciate con Rachele Bruni), la biografia ufficiale di Rachele Bruni, campionessa di nuoto di fondo vincitrice della medaglia d'argento ai Giochi della XXXI Olimpiade - 10 km femminili. Il volume, dal timbro tipicamente narrativo, vince il "Premio Selezione Bancarella Sport" 2020.
Nel 2020 esce Reinstaurant- Decalogo pratico per una nuova ristorazione italiana, edito da Reverdito. Il saggio, presentato da Roberto Perrone, è considerato un manuale di supporto e rifondazione del Terziario; pubblicato inizialmente come open source in ebook scaricabile gratuitamente dagli esercenti colpiti dal lockdown, è uscito in libreria nell’ottobre 2020.
Nel 2021, in febbraio, esce il podcast Maestri sconosciuti, costituito da monografie dedicate a personaggi "in fuga dalla storia". È il primo podcast di interazione con l’articolo cartaceo di un quotidiano di cui ciascun episodio è l’approfondimento. Nel giugno del 2021 pubblica Qui e ora, sorelle!, la monografia ufficiale della Nazionale di softball femminile dell'Italia, per la collana “Italia sul podio”. Si tratta del primo libro sportivo in cui il lessico tecnico sia stato completamente reinventato in funzione del genere femminile e viene presentato prima della partenza del team italiano per i Giochi della XXXII Olimpiade.
Nel settembre 2022, l'ufficio stampa di Luca Farinotti rende noto l'accordo per la realizzazione della biografia ufficiale della tennista italiana Sara Errani.
Nel marzo 2023 cura la realizzazione della biografia del Basso Franco Federici, di Anna Bartoli, Franco Federici. Quando la voce si fa emozione.
Alla fine del 2023 lancia la piattaforma makemeitaly.it, community e magazine per lo sviluppo di Startup No profit a tutela e promozione del patrimonio agroalimentare italiano, con il sostegno di CONI, Confagricoltura e Confederazione italiana agricoltori.

## Attività letteraria

### Narrativa
La narrativa di Farinotti è accostabile, secondo il Cacopardo, a modelli quali Guareschi e Pederiali.Enrico Chierici scrive, a proposito de Lo Stadio più bello del mondo: uno stile sorvegliato governa una sintassi efficace e personale, modula un plurilinguismo che tiene insieme gergo specifico, formule giovanili, improvvise incurvature quasi classiche, dialetto (quest’ultimo usato come post-It).

### I saggi
I trattati sulle politiche alimentari #mondoristorante e Reinstaurant teorizzano una rifondazione, per la cui realizzazione l’autore traccia un percorso pratico e articolato, del Terziario che, quale settore intermediario d’elezione tra produttori di cibo e consumatore, ha l’obbligo di rendersi garante senza compromessi della preservazione dei giacimenti gastronomici, nonché di generare un mercato etico e sostenibile come unica opzione per il futuro.

#### Critica ai saggi
I lavori di Farinotti, basati su un approccio fortemente critico nei confronti del settore Terziario italiano, hanno sollevato dibattiti e ricevuto critiche contrastanti: definiti prontuari imprescindibili dalla maggior parte degli organi specializzati e da alcune testate di finanza, sono stati da altri messi in dubbio o considerati utopici. Il 18 dicembre 2020, Il Giornale dedica a Luca Farinotti l’inserto Controcorrente, definendolo "scheggia impazzita dell’editoria gastronomica" e "nemico giurato dell’industria alimentare e delle catene". Mimmo Di Marzio asserisce che le tesi definite rifondanti dall’autore sono difficilmente compatibili con la situazione di emergenza verificatasi a partire dal 2020 e che "il settore del turismo e della ristorazione non sarà grato a Farinotti".Il critico Marco Pozzali nell’inserto UNESCO Parma City of gastronomy della Gazzetta di Parma del 22 giugno 2019 definisce eroico e rivoluzionario il lavoro di ricerca di Farinotti mentre Antonio Amorosi, in un articolo inchiesta di Affaritaliani.it sulla produzione di cibo contaminata dal business sottolinea l’importanza dell’analisi dell’autore sui sistemi alimentari e la governance del cibo globale.

### Poesia
Due sono le raccolte in versi di Farinotti: Elevazioni del 1995 e Un disegno a Katmandu del 1999; da quest’ultima è tratta l’opera teatrale omonima, musicata e diretta per il Festival Europeo del teatro dell’assurdo Bjcem 1999 dal compositore Alessandro Ravi.

## Collaborazioni
Ha scritto articoli di cultura e società per testate italiane ed estere tra cui La Madia Travelfood, La Repubblica, Italia sul podio, Gazzetta di Parma, Times of Malta, Avvenire, Terroir Talk, italiani.it. È curatore, con Guido Conti, del tavolo sul libro della mostra Parma Città d'oro del Dipartimento di Ingegneria e Architettura dell'Università di Parma. Dal 2021 è rettore dell'Accademia Internazionale della Cultura Italiana della Fondazione italiani.it. 

## Curiosità
È uno dei tre autori, con Marino Bartoletti e Roberto Perrone, ad aver raggiunto la finale in due categorie differenti del Premio Bancarella: Bancarella Sport nel 2020, con la biografia della campionessa dell’Esercito Rachele Bruni e Bancarella della Cucina nel 2019, nella sestina finale con #mondoristorante.

## Controversie
Nel 2019 attraverso La Repubblica, Farinotti critica aspramente il programma di eventi di Parma 2020 Capitale della cultura, definendolo un suicidio culturale. Alcuni mesi più tardi, sempre su La Repubblica, oltre che attraverso Affaritaliani.it e altri media, accusa l’Amministrazione Pizzarotti di aver abusato, in piena pandemia, del titolo di Capitale della Cultura, nonché di quello di City of Gastronomy UNESCO, utilizzando illegalmente il marchio per favorire la violazione dei principi di libera concorrenza da parte di una ristretta lobby di imprenditori ai quali il comune, secondo lo scrittore, aveva concesso in modo del tutto arbitrario l’uso del marchio UNESCO per la promozione di alcuni prodotti commerciali. Farinotti accusava inoltre il comune di avere svolto pubblicità ingannevole, inducendo i consumatori a confondere mere e privilegiate iniziative commerciali con una campagna di solidarietà a sostegno di tutti gli imprenditori del Terziario sul territorio. A seguito delle polemiche generate dall’intervento della politica, il comune fa sapere, tramite l’assessore al turismo e commercio, di aver rimosso il marchio UNESCO dai prodotti sotto accusa, fornendo disponibilità a chiarire davanti a una commissione apposita i dubbi in merito alla fumosità delle cabine di regia istituite per le iniziative commerciali di Parma 2020. 
Volevo solo nuotare, come riportato da Gazzetta di Parma il 19 novembre 2020 è stato il primo caso nella storia di libro finalista al Bancarella oggetto di un contenzioso tra editori: Artingenio di Firenze sosteneva di aver acquistato i diritti in esclusiva dell’opera, facendo ricorso al Tribunale di Firenze affinché ordinasse a Olympic Dream (associazione che, dopo la rottura con Artingenio, aveva fondato una propria casa editrice e aveva consentito al libro di uscire nella collana Italia sul podio, nonché di partecipare al Premio Bancarella) il divieto di vendita. Il Tribunale sancì invece la piena legittimità della pubblicazione di Olympic Dream, condannando Artingenio a risarcire la stessa Olympic Dream e Luca Farinotti.

## Opere

### Poesia
1. Elevazioni, San Donà di Piave, Rebellato Editore, 1995[65]

### Narrativa
1. Lo stadio più bello del mondo, Massa, Edizioni Clandestine, 2007, ISBN 9788889383773[66]
2. La mannaia di Kramer, Massa, Edizioni Clandestine, 2008, ISBN 9788895720036[67]

### Saggi
1. #mondoristorante, Massa, Edizioni Clandestine, 2018, ISBN 9788865967676
2. ReInstaurant: decalogo pratico per una nuova ristorazione italiana, Trento, Reverdito Editore, 2020 eBook EAN e ISBN 9788834201008

### Monografie sportive
1. Volevo solo nuotare, 200.000 bracciate con Rachele Bruni.[68] (Collana Italia sul podio a cura di Paolo Francia. Prefazione di Paolo Barelli), Firenze, ARTinGENIO, 2019, ISBN 9788831950091
2. Qui e ora, sorelle!, La Spezia, Italia sul podio, 2021, ISBN 9788894530933

### Racconti
1. Il bulgaro che fu re di Parma per un giorno. Su Parma. I narratori raccontano la loro città a cura di Davide Barilli, Domenico Cacopardo e Guido Conti, Parma, Diabasis, 2019, ISBN 9788881039487[69]
2. Quando feci uscire il sole. Inserto “Terza Pagina”, Il racconto della domenica, 31 ottobre 2021, Gazzetta di Parma e collana antologica Edizioni della sera, Roma, ISBN 9788832213492[70]
3. Racconto di Natale. Su ParmaDaily, 22 dicembre 2022[71]

### Teatro
1. Un disegno a Katmandu, Castellaro, Om Shanti Book,1999[72]

### Guide
1. Parma 2020. Best Restaurants & Food Producers, Parma, Diabasis, 2019, ISBN 9788881039296

### Libri in lingua inglese
1. Parma 2020 (+21) Best Restaurants & Food Producers, Parma, Diabasis, 2019, ISBN 9788881039296 (con Angela Sebastianelli)
2. A drawing in Katma, Om Shanti Book, 1999

### Altri scritti

#### Sceneggiature
1. Verso il silenzio, Castellaro, 1997[73]

#### Contributi in antologie
1. Gino Marchi. Ritratto, su Sant’Orsola. Storia e storie di vita, 2007, Suore orsoline missionarie del Sacro Cuore di Gesù, a cura di Santo Zani

#### Inediti vincitori di premi
1. La cena dell’uomo, Bjcem 2001

### Editore
- Om Shanti - Rivista di spiritualità creativa. Periodico di fumetti satirici ispirati alle filosofie orientali. Disegni di Sergio Sergi. Trimestrale (1997/1999). Iscr. Trib. 17/97 del 15/07/1997
- Lune ai lecci, AA.VV., Castellaro, 1999
- Poesie, AA.VV., Castellaro, 1999

## Mostre
1. Vivisezione di una poesia, 1995. Presso Rocca Sanvitale. A cura di Comune di Sala Baganza. Autore dei testi
2. Elevazioni, 1995. Presso Centro Parco naturale regionale dei Boschi di Carrega. A cura di Regione Emilia Romagna. Autore dei testi. Fotografie di Massimo Dall’Argine
3. Poesia trascendentale e musica indiana, 1995. Presso Castello di Montechiarugolo. A cura di Comune di Montechiarugolo. Curatore
4. Conservare, consultare, scrivere e leggere come tradizione, carattere, valore e occasione. Tavolo sul libro di Parma città d’oro. Presso Palazzo Bossi Bocchi. A cura di Fondazione Cariparma, Parma, 2021. Curatore con Guido Conti[74]

## Podcast
- Maestri Sconosciuti (2021), 1 stagione, 7 episodi. Distribuito da Spotify.

## Premi

### Festival Europeo del Teatro dell’assurdo Bjcem
- 1999 Vincitore con Un disegno a Katmandu (Castelvetro Modenese).

### Biennale dei giovani artisti dell’Europa e del Mediterraneo “Chaos & Communication”
- 2001 Vincitore selezioni nazionali. Rappresentante per l’Italia con La cena dell’uomo (Sarajevo)[75]

### Premio MicroEditoria di Qualità
- 2007 Vincitore categoria "Romanzo di formazione" con Lo Stadio più bello del mondo (Chiari)

### Premio Bancarella
- 2019 Vincitore del Premio Selezione Cucina con #mondoristorante (Pontremoli)
- 2020 Vincitore del Premio Selezione Sport con Volevo solo nuotare. 200.000 bracciate con Rachele Bruni[76] (Pontremoli)[77]

## Riconoscimenti
- Medaglia d’oro della Società Dante Alighieri, 1992